# Typhula ishikariensis
Typhula ishikariensis, svart trådklubba är en svampart som beskrevs av S. Imai 1930. Typhula ishikariensis ingår i släktet Typhula och familjen trådklubbor.  Arten är reproducerande i Sverige. Inga underarter finns listade i Catalogue of Life. Den gör mest skada på de nordliga breddgraderna och angriper stråsäd, vallgräs och i vissa fall olika vallbaljväxter. För att infektera växterna behöver den ett snötäcke under 4-5 månader. Trådklubba är en parasitär svamp, men relativt svag, miljön behöver vara gynnsam för att den ska kunna infektera. Symtomen för trådklubba är gråa blad med sklerotier spridda över bladen som pärlband. De gråa bladen är också symptom för snömögel, frostskador och kvävning från stående vatten och kan därför lätt misstas för dessa sjukdomar och fysiska skador. Sklerotier är svamparnas övervintringsorgan och ser lite olika ut beroende på vilken sort av trådklubba det är. I vissa fall kan de infekterade plantorna vara gröna efter snösmältningen och först efter några dagar bli bladen grå  .

## Biologi
Under sommaren ligger trådklubbans sklerotier i vila under marken, för att sedan infektera grödan vid gynnsamma förhållanden. Beroende på fuktighetsförhållanden, temperatur och förekomst av hyperparasitet kan sklerotierna överleva i marken under flera år. Vid fuktig och sval väderlek börjar de gro och bilda mycel och fruktkroppar. Groningen av sklerotierna kan antingen ske vegetativt eller genom fruktkroppsbildning. Den vegetativa tillväxten, alltså myceltillväxt, gynnas av mörker och hämmas av direkt solljus. Bildning av fruktkoppar gynnas däremot av solljus, närmare bestämt diffust solljus, framförallt inom NUV-området (nära ultraviolett). Fruktkroppsbildning behöver även fukt under en längre tid, alla faktorer sammanträffar inte alltid och därför bildas inte fruktkroppar varje år. Trådklubbans fruktkroppar påminner om en klubba och har därifrån fått sitt namn, de är 5-20 nm långa och har en gråvit till ljusbrun färg. Snö på otjälad mark är mycket gynnsam för trådklubbans infektionsmöjlighet, dels då myceltillväxten är stor i mörkret under snötäcket, samt att växternas fotosyntes minskar i mörkret medan respirationen fortgår vilket konsumerar kolhydrater, vilket i sin tur försvagar plantorna och underlättar för svampen att infektera. Snön trycker även plantornas blad mot markytan så att kontaktytan med svampen blir större.

## Motåtgärder
Många indirekta motåtgärder är effektiva i bekämpning mot trådklubba, däribland växtföljd, sortval och nedplöjning av växtrester. Mer direkta åtgärder mot trådklubba är betning, dock är effekten av den diskuterad. I en växtföljd ska man undvika att ha korn som förfrukt, man ska även undvika stråsäd efter stråsäd samt att hålla ogräsen nere. Ju mer ogräs i beståndet desto tätare blir beståndet och det blir fuktigare, vilket gör att svampen lättare kan angripa. En annan effektiv åtgärd mot trådklubban är att få en så god etablering av grödan som möjligt, är grödan stark inför vintern löper den lägre risk att smittas av svampen. Bra sorter mot trådklubba är allmänt vinterhärdiga sorter, detta går hand i hand med en god etablering, då en vinterhärdig sort har större möjlighet att klara av långa vintrar med tjockt snötäcke och på så sätt får större motståndskraft mot trådklubban. Det som skiljer vinterhärdiga och mindre härdiga sorter är förmågan att bygga upp kolhydratreserver under hösten, och framförallt förmågan att hushålla med dessa. Problemet med vinterhärdiga sorter är att de ofta ger lägre avkastning, så de bör inte odlas där problemet med trådklubba är litet.